# La Tallada (Lérida)
La Tallada es una entidad de población española del municipio de San Guim de Freixanet, perteneciente a la provincia de Lérida, en la comunidad autónoma de Cataluña.

## Toponimia
El lugar puede aparecer referido como «La Tallada» y «Tallada».

## Historia
Hacia mediados del siglo XIX, el lugar, por entonces perteneciente a Freixanet, tenía contabilizada una población de 64 habitantes. Aparece descrito en el decimocuarto volumen del Diccionario geográfico-estadístico-histórico de España y sus posesiones de Ultramar de Pascual Madoz con las siguientes palabras:

TALLADA: l. en la prov. de Lérida (9 leg.), part. jud. de Cervera (2), dióc. de Vich (7), aud. terr. y c. g. de Barcelona (14), ayunt. de Freixinet. sit. en el declive de un pequeño monte; su clima es saludable. Tiene 9 casas; igl. parr. (San Martin) servida por un cura; cementerio, y una fuente de buenas aguas. Confina con Copons y San Guim. El terreno es de mediana calidad. Los caminos son locales y de herradura. La correspondencia se recibe en Cervera. prod.: trigo, legumbres, vino y aceite; cria ganado lanar y vacuno, y caza de liebres, conejos y perdices. pobl.: 6 vec., 38 alm. cap. imp.: 19,586 rs. contr.: el 14'48 por 100 de esta riqueza.
(Madoz, 1849, p. 578)

En la actualidad, pertenece al municipio de San Guim de Freixanet. En 2022, la entidad singular de población tenía empadronados 39 habitantes y el núcleo de población, 35.